# Сулейманія (місто)

Сулейманія (курд. Silêmanî, араб. السليمانية) — місто на сході Іракського Курдистану, центр мухафази Сулейманія. З 1784 по 1850 рр. місто було столицею курдського князівства Бабан.
У місті є аеропорт «Сулейманія».

## Географія

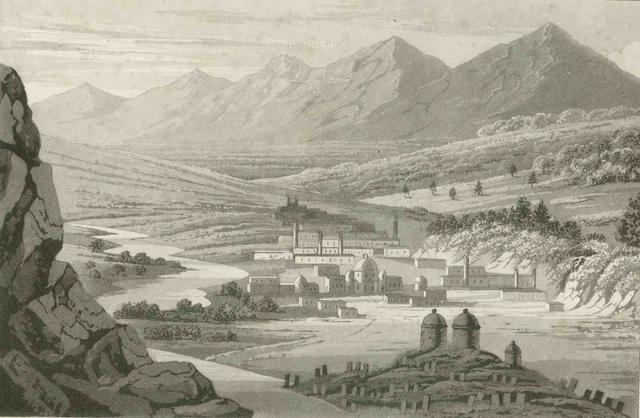
Сулейманія у 1817 р. Ілюстрація до книги Вільяма Еуда «Подорож до Перської затоки та мандрівка суходолом з Індії до Англії у 1817 році…»

Мухафаза Сулейманія розташована на рівнинах, які вважають одними з найродючіших на Середньому Сході.

## Економіка
Історично основу економіки міста складало сільське господарство, вона була одним з найбільших постачальників пшениці та іншого продовольства. Однак у роки правління Саддама Хусейна проводили політику, спрямовану на стримування економічного розвитку міста, яке було одним із центрів курдської революції.
З 2003 року в Іракському Курдистані розпочався економічний бум. Нині економіка Сулейманії опирається на туризм, сільське господарство, промисловість представлена невеликими підприємствами з виробництва будівельних матеріалів.

## Міграційна криза
У 2021 році чимало мешканців Сулейманії дісталися до Мінська, а потім до кордону із Польщею, таким чином створюючи кризу на кордоні Польщі із Білоруссю.

## Туризм
Завдяки красивій природі та безпечним умовам Іракський Курдистан є привабливим місцем для туризму як самих іракців, так й іноземців. У 2009 році кількість туристів перевищила 60 000 осіб. У першому кварталі 2010 року Сулейманію відвідали понад 15 000 туристів з Ірану.

## Особистості
Хама Джаза (1949—2010) — курдський співак.